# 유명순
유명순(柳明順, 본명은 유명자(柳明子), 1933년 8월 29일 ~ )은 대한민국의 여성 원로 배우이다.

## 생애
13세 시절이던 1945년에 "조선악극단"에서 연극 배우로 첫 데뷔하였으며 그 후 1959년에 부산문화방송 성우 공채 1기 선발되어 잠시 성우로도 활동하였었다.

## 출연작

### 영화
- 2007년 《천년학》 - 포장마차 주인 역
- 2005년 《녹색의자》 - 노래 할머니 역
- 2002년 《공공의 적》 - 철중 모 역
- 1997년 《산부인과》
- 1996년 《학생부군신위》 - 큰고모 역
- 1996년 《1996 뽕》 - 신씨 역
- 1995년 《머저리와 등신들》 - 준일 모 역
- 1994년 《게임의 법칙》 - 여관 아줌마 역
- 1994년 《하몽화몽 서울》 - 노부인 역
- 1994년 《태백산맥》
- 1993년 《서편제》 - 주모 역
- 1993년 《그 여자, 그 남자》 - 숙 엄마 역
- 1992년 《공룡 선생》 - 교감 부인 역
- 1992년 《아래층 여자와 윗층 남자》 - 어머니 역
- 1992년 《걸어서 하늘까지》
- 1992년 《숲속의 방》 - 재영 모 역
- 1992년 《가출소년과 쌍코대작전》 - 순돌 고모 역
- 1991년 《외길가게 하소서》
- 1991년 《언제나 막차를 타고 오는 사람》
- 1991년 《산딸기 4》
- 1991년 《사랑과 죽음의 메아리》 - 기용 어머니 역
- 1991년 《서울 야누스》
- 1990년 《1990년 자유부인》 - 이 여사 역
- 1990년 《애마부인 4》 - 교수 역
- 1990년 《단지 그대가 여자라는 이유만으로》
- 1990년 《새벽에서 밤까지》
- 1990년 《서울 통화중》 - 캬바레 여인 2 역
- 1990년 《오세암》
- 1990년 《대학촌의 달빛》 - 수원댁 역
- 1990년 《마유미》 - 신애 모 역
- 1990년 《홀로 서는 그날에》 - 성호 역
- 1990년 《동춘별곡》
- 1990년 《새벽을 깨우리로다》
- 1990년 《물의 나라》 - 주민 역
- 1989년 《서울 무지개》 - 수간호원 역
- 1989년 《발바리의 추억》 - 김 집사 역
- 1989년 《그 후로도 오랫동안》
- 1989년 《들병이》
- 1989년 《상처》
- 1989년 《육담구담》 - 여인 1 역
- 1989년 《못먹어도 고》
- 1989년 《밀월》 - 무당 1 역
- 1989년 《행복은 성적순이 아니잖아요》 - 문도 모 역
- 1989년 《회춘녀》
- 1989년 《구로 아리랑》 - 현식의 어머니 역
- 1989년 《달콤한 신부들》
- 1988년 《지리산의 성난 토끼들》
- 1988년 《가루지기》
- 1988년 《더블베드 소동》
- 1988년 《공방살 화녀》 - 노파 역
- 1988년 《이장호의 외인구단 2》 - 하국상 모 역
- 1988년 《시로의 섬》 - 보살 역
- 1988년 《여자 세상》 - 태주만신 역
- 1988년 《오성군 한음군》
- 1988년 《매춘》
- 1988년 《고금소총》 - 달비 모 역
- 1988년 《팁》
- 1988년 《칠수와 만수》
- 1988년 《살꼬지》
- 1988년 《연산일기》
- 1987년 《아다다》 - 무당 역
- 1987년 《너와 나의 비밀일기》
- 1987년 《비창》 - 가정부 역
- 1987년 《속 변강쇠》
- 1987년 《소금장수》
- 1987년 《동녀》
- 1987년 《달래내 보슬이》
- 1987년 《학창보고서》
- 1987년 《토요일은 밤이 없다》 - 부인 2 역
- 1987년 《나는 다시 살고 싶다》
- 1987년 《먼 여행 긴 터널》
- 1986년 《가을을 남기고 간 사랑》
- 1986년 《변강쇠》 - 무당 1 역
- 1986년 《씨받이》
- 1986년 《벽과 벽 사이에》
- 1986년 《여로》
- 1986년 《어룰렁 더울렁》
- 1986년 《물레방아》
- 1986년 《금달래》
- 1986년 《겨울 나그네》
- 1986년 《공포의 축제》
- 1986년 《이장호의 외인구단》
- 1986년 《비내리는 영동교》
- 1986년 《삼색 스캔들》
- 1986년 《푸른 하늘 은하수》
- 1985년 《유리의 성》
- 1985년 《왜 불러》
- 1985년 《못없는 여살인마》
- 1985년 《미스 김》
- 1985년 《여자의 반란》 - 아낙 1 역
- 1985년 《아가다》
- 1985년 《밤마다 천국》
- 1984년 《초대받은 성웅들》
- 1984년 《만삭》
- 1984년 《땡볕》 - 어부 아낙 역
- 1984년 《비천괴수》
- 1984년 《남과 북》
- 1984년 《형》
- 1984년 《그해 겨울은 따뜻했네》
- 1984년 《사슴 사냥》
- 1984년 《사랑하는 사람아 3》
- 1984년 《각설이 품바 타령》
- 1984년 《흐르는 강물을 어찌 막으랴》
- 1984년 《홍병매》
- 1984년 《바람난 도시》
- 1984년 《바보스러운 여자》
- 1984년 《내가 마지막 본 흥남》 - 피난민 7 역
- 1983년 《대학 들개》
- 1983년 《얼굴이 아니고 마음입니다》
- 1983년 《연인들의 이야기》
- 1983년 《이 한몸 돌이 되어》
- 1983년 《불새의 늪》
- 1983년 《원한의 공동묘지》
- 1983년 《불의 딸》
- 1983년 《장미와 도박사》
- 1983년 《질투》
- 1983년 《짝코》
- 1982년 《겨울 여자 2》
- 1982년 《산딸기》
- 1982년 《죽으면 살리라》
- 1982년 《모정》
- 1982년 《내일은 야구왕》
- 1982년 《자유처녀》
- 1982년 《나는 할렐루야 아줌마였다》 - 아낙 역
- 1981년 《어둠의 자식들》 - 늙은 여인 역
- 1981년 《깊은 밤 갑자기》
- 1981년 《하늘나라 엄마별이》
- 1981년 《도시로 간 처녀》
- 1981년 《캔디 캔디》
- 1981년 《내 모든 것을 빼앗겨도》
- 1981년 《초대받은 사람들》
- 1981년 《흡혈귀 아녀》
- 1981년 《사랑하는 사람아》
- 1981년 《오늘밤은 참으세요》
- 1981년 《F학점의 천재들》
- 1980년 《강변부인》
- 1980년 《외인들》
- 1980년 《해뜨는 집》
- 1980년 《화려한 경험》
- 1980년 《팔불출》
- 1980년 《월녀의 한》
- 1980년 《땅울림》
- 1980년 《깃발없는 기수》
- 1980년 《마음 약해서》
- 1980년 《남자 가정부》
- 1980년 《순악질여사》
- 1979년 《광염 소나타》
- 1979년 《호국 팔만대장경》
- 1979년 《나녀》
- 1979년 《로맨스 그레이》
- 1979년 《아리송해》
- 1979년 《단짝》
- 1979년 《심봤다》
- 1979년 《영원한 관계》
- 1979년 《순자야》
- 1979년 《아니벌써》
- 1979년 《휘청거리는 오후》
- 1978년 《슬픔은 이제 그만》
- 1978년 《소나기》
- 1978년 《산골 나그네》
- 1978년 《사랑과 죽음의 기록》
- 1978년 《상록수》
- 1978년 《꽃신》
- 1978년 《고교 고단자》
- 1978년 《체험》
- 1978년 《슬픔은 저별들에게도》
- 1976년 《파란 낙엽》

### TV 드라마
- 1980년 MBC 《전원일기》 - 봉산댁 김모방래(박응삼 모) 역
- 1982년 KBS2 《아름다운 눈물》
- 1988년 KBS1 《따뜻한 남쪽 나라》
- 1989년 KBS2 《왕룽일가》
- 1989년 KBS1《울 밑에 선 봉선화》
- 1990년 KBS1《밤기차》
- 1990년 MBC 《내 친구 깨치》
- 1990년 KBS2《머슴아와 가이내》
- 1991년 KBS2《도둑의 아내》
- 1991년 MBC 《MBC 베스트극장》
- 1991년 SBS 《유심초》
- 1992년 SBS 《두려움 없는 사랑》
- 1994년 ~ 1995년 KBS2 《딸부잣집》
- 1995년 KBS2 《장녹수》
- 1996년 KBS1《대추나무 사랑걸렸네》 - 청주댁 정동순(최용구 모) 역

### TV 시트콤
- 1996년 MBC 시트콤 《남자 셋 여자 셋》 - 안문숙의 이복언니 안명순(초취 소생) 역
- 1998년 SBS 시트콤 《순풍 산부인과》 ... 오 원장의 새어머님(계모) 유명순 역으로 단역
- 2000년 MBC 시트콤 《세 친구》 - 양대호 역의 임대호(단역) 극중 모 유명순 역으로 단역
- 2001년 MBC 시트콤 《연인들》 - 변호사 최영재(단역) 극중 모 유명순 역으로 단역

### 연극
- 《아들의 눈물》
- 《그 때 그 손길》
- 《이사도라》
- 《악극 팔도강산》

### 뮤지컬
- 1991년 《新 효녀 심청가》